# Charles Stross

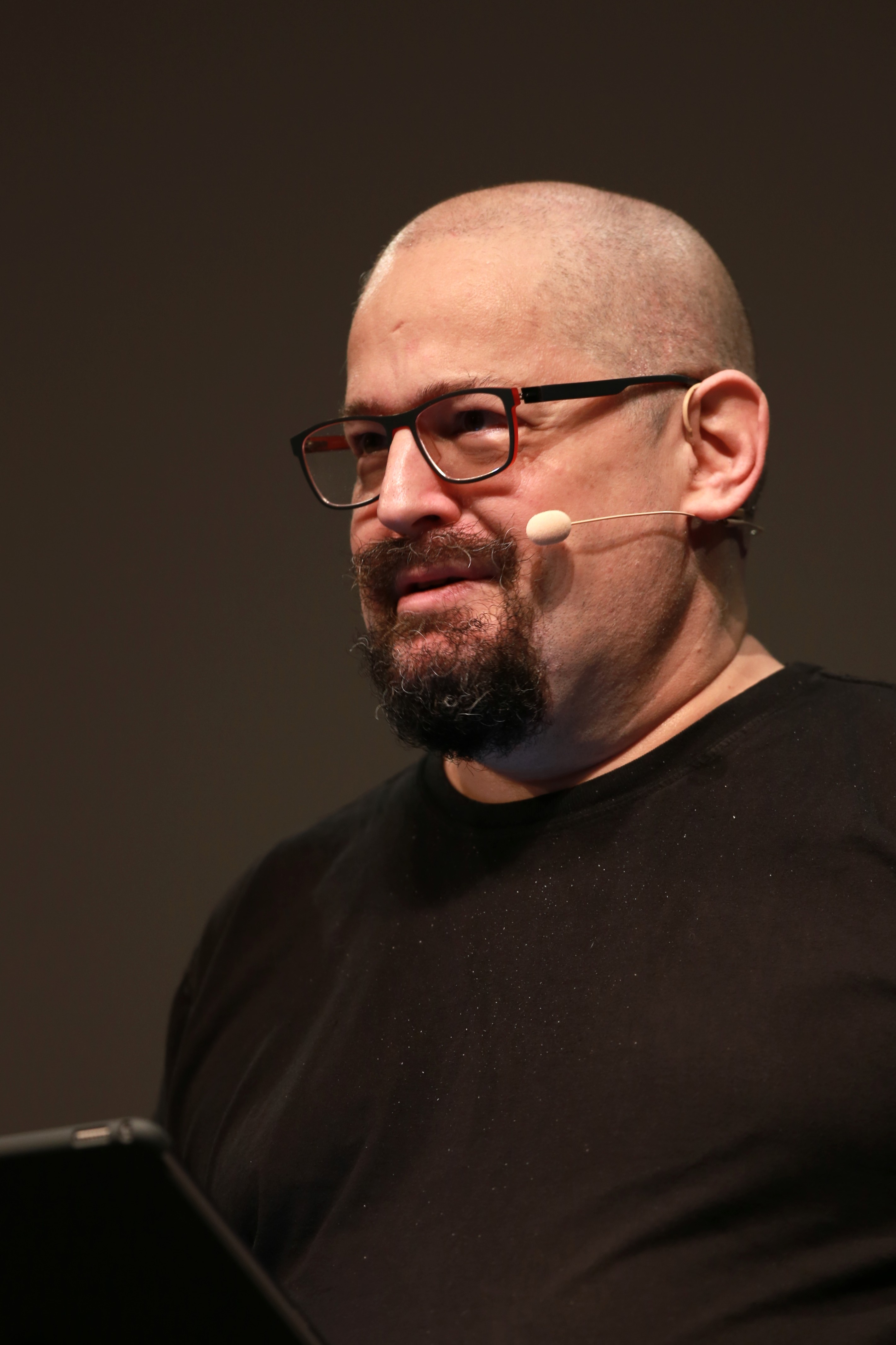
Charles Stross in 2017

Charles David George Stross (Leeds, 18 oktober 1964) is een Brits sciencefiction- en fantasy-schrijver.

## Biografie
Stross heeft universitaire titels in farmacie en informatica. Hij werkte aanvankelijk als apotheker, technisch auteur, programmeur en freelance journalist. Zijn eerste sciencefictionverhaal verkocht hij in 1987 aan het tijdschrift Interzone. Een dozijn verhalen werd daarna gepubliceerd tot vroeg in de jaren 90. Tot aan 1998 lukte het schrijven van sciencefiction hem niet, maar sindsdien heeft hij een indrukwekkend aantal boeken en verhalen het licht laten zien. Zijn eerste roman Singularity Sky (2003) werd genomineerd voor de Hugo Award. Twee jaar later won hij die prijs met de novelle The Concrete Jungle (online beschikbaar). Hij verdiende Locus Awards in 2006 met de roman Accelerando (oorspronkelijk verschenen als een collectie korte verhalen) en in 2007 met de novelle Missile Gap.
Een  machinima film gebaseerd op zijn korte verhaal Rogue Farm kwam uit in 2004. In zijn eerste geslaagde sf-verhalen (o.a. Accelerando en Singularity Sky) behandelt Stross het thema van de technologische singulariteit: een tijd van toenemende symbiose van de mens met zijn technologie.
Stross woont in Edinburgh Schotland, evenals zijn collega's Iain Banks en Ken MacLeod. Zij maken met anderen, zoals Alastair Reynolds, deel uit van een nieuwe generatie Britse sciencefiction-schrijvers, die specialiseren in harde sciencefiction en een moderne versie van de space opera.

## Romans

### Series
- Eschaton
  - Singularity Sky (2003)
  - Iron Sunrise (2004)
- The Laundry Files
  - The Atrocity Archives (2004)
  - The Jennifer Morgue (2006)
  - Down on the Farm (2008)
  - The Fuller Memorandum (2010)
  - Overtime (2009)
  - The Apocalypse Codex (2012)
  - The Rhesus Chart (voorzien 2014[32])
  - The Annihilation Score (2015)
  - The Nightmare Stacks (2016)
  - The Delirium Brief (2017)
  - The Labyrinth Index (2018)
  - Escape From Yokai Land (2022 novella)
- The Merchant Princes (fantasy)
  - The Family Trade (2004)
  - The Hidden Family (2005)
  - The Clan Corporate (2006)
  - The Merchants' War (2007)
  - The Revolution Business (2009)
  - The Trade of Queens (2010)
  - Empire Games (2017)
  - Dark State (2018)
  - Invisible Sun (2021)

### Halting State
- Halting State (2007)
- Rule 34 (2011)
- The Lambda Functionary (werktitel, gepland voor 2014[33] uitgesteld tot 2018,[34] opgegeven[34])

### Saturn's Children
- Saturn's Children (2008)
- Neptune's Brood (2013)

### Overige romans
- Accelerando (2005) - ook uitgegeven als e-boek onder een Creative Commons-licentie.
- Glasshouse (2006)
- The Rapture of the Nerds (2012, samen met Cory Doctorow)

### Verhalenbundels
- Toast and Other Rusted Futures (2002)
- Wireless (2009)